# Kuala Lumpurs internationella flygplats
Kuala Lumpurs internationella flygplats (IATA: KUL, ICAO: WMKK), eller KLIA, är Malaysias största internationella flygplats och en av de större flygplatserna i Asien. Flygplatsen ligger i Sepangdistriktet i södra delen av delstaten Selangor, cirka 45 kilometer från centrala Kuala Lumpur. KLIA byggdes till en kostnad av cirka 3,5 miljarder US-dollar och invigdes 1998. Huvudflygplatsen för Kuala Lumpurs storstadsområde var dessförinnan Sultan Abdul Aziz Shah Airport (tidigare kallad Subang International Airport).